# José Santiago Baeza
José Santiago Baeza más conocido como "Ficha", nació en (Linares, Jaén, España, 15 de mayo de 1939) es un exfutbolista, que actuaba de delantero centro y su primer club profesional fue el Club Deportivo Iliturgi, en Tercera División.
Tiene un hermano, que también fue futbolista, Manuel Santiago Baeza, más conocido en el mundo del fútbol como piri, jugó en el Xerez y Úbeda o Iliturgi.

## Trayectoria
Ficha, comenzó muy temprano a darle patadas a un balón, y a la edad de 17 años debutó, con el CD Iliturgi, en Tercera, disfrutando de algún que otro partido, tuvo un pequeño paso efímero, en las filas del Úbeda Club de Fútbol, en Tercera División, regresando nuevamente al club andujareño, al comienzo de la 57-58, tras jugar con el cuadro iliturgitano toda la temporada completa, disputando un buen número de partidos, demostrando detalles de gran calidad que le abren las puertas del Real Jaén, en Segunda División.
Ficha, erá un jugador de alternancia desconcertante, que siempre actuaba contra lo precarito por el manual, normalmente extremo," ficha", recorría el campo a su albedrío, intentando sorprender al contrario y al público con trucos de pillastre. En ataque se inventaba jugadas, en ocasiones francamente destinadas a la galería, con una velocidad y un dominió del balón muy superiores a su juego en colectivo.
Con el Real Jaén, disfrutó de un total de diecinueve partidos jugados en segunda divisió, con tan solo diecinueve años, que le sirvieron para dar el salto a Primera División, de la mano del Valencia CF. Con el conjunto ché, disputaría un total de 6 temporadas alternando la segunda con el CD Mestalla, filial del Valencia, a lo largó de sus seis campañas disputó 129 partidos con la camisetas del Valencia. Su debut, fue el en un partido amistoso disputado en Mestalla, frente al AS Nancy, francés, su debut en Liga, se produjo el 8 de marzo, de 1959, en el Estadio de Sarria, frente al RCD Español, con victoria valencianista, por dos goles a cero. Disputó 71 partidos de liga en Primera División, 20 partidos de Copa del Rey, y 14 en la desaparecida Copa de Ferias, de la que se proclamó campeón en dos ocasiones, en su despedida del club valenciano en el partido que le enfrentó al Real Zaragoza, en Mestalla, logró marcar dos goles y llevarse en el recuerdo la ovación del público valencianista, siempre muy presionera.
En 1964, aceptó la oferta de Balmaya y se marchó a las filas del CD Málaga, de Segunda División, en el club malagueño permaneció durante las siguientes cuatro temporadas, más tarde fichó por el Jerez Industrial CF, de la ciudad de Jerez de la Frontera, que también militaba en la Segunda División, al final de temporada causara baja y se marchará a las filas del CD Iliturgi, donde pondrá fin a su carrera como futbolista.

## Clubes
| Club                | País   | Año       |
| ------------------- | ------ | --------- |
| CD Iliturgi         | España | 1956-1957 |
| Úbeda CF            | España | 1956-1957 |
| CD Iliturgi         | España | 1957-1958 |
| Real Jaén           | España | 1958-1959 |
| Valencia CF         | España | 1958-1959 |
| CD Mestalla         | España | 1959-1960 |
| Valencia CF         | España | 1959-1964 |
| CD Málaga           | España | 1964-1968 |
| Jerez Industrial CF | España | 1968-1969 |
| Iliturgi CF         | España | 1969-1970 |

## Palmarés

### Campeonatos nacionales
| Título         | Club        | País   | Año       |
| -------------- | ----------- | ------ | --------- |
| Copa de Ferias | Valencia CF | España | 1961-1962 |
| Copa de Ferias | Valencia CF | España | 1962-1963 |